# Will & Will
Will & Will (Original: Will Grayson, Will Grayson) ist ein Jugendroman von John Green und David Levithan, der im April 2010 beim Verlag Dutton Juvenile erschien. Die deutsche Übersetzung von Bernadette Ott erschien im März 2012 im cbt Verlag. Die Erzählung des Buchs ist auf zwei Figuren aufgeteilt, die beide den Namen Will Grayson tragen, wobei Green alle Kapitel für den einen Will und Levithan die Kapitel für den anderen schrieb.

## Erstellung des Romans
Die Autoren beschlossen vorab, das Buch gleichmäßig aufzuteilen. John Green schrieb alle Kapitel mit ungerader Nummerierung (großgeschriebener Will Grayson), während David Levithan alle Kapitel mit gerader Nummerierung schrieb (kleingeschriebener will grayson). Dies betraf auch die Namen der Hauptpersonen; Levithan wählte den Rufnamen und Green den Nachnamen. Den einzigen Handlungspunkt, den sie zusammen beschlossen, war die Tatsache, dass die zwei Personen sich zu irgendeinem Zeitpunkt im Roman treffen würden und dass dieses Treffen einen gewaltigen Einfluss auf beider Leben haben würde. Nach dieser Entscheidung schrieben sie beide die ersten drei Kapitel ihrer jeweiligen Hälfte und teilten sie dann miteinander. Danach wussten sie sofort, dass es funktionieren würde, sagte Levithan.

## Handlung
Der Roman verfolgt die Geschichte zweier Jungs, die beide Will Grayson heißen. Der erste Will Grayson möchte sein Leben leben, ohne bemerkt zu werden. Dies wird durch seinen besten Freund, Tiny Cooper, erschwert, da er als „die größte Person auf der Welt, die sehr, sehr schwul ist“ und „die schwulste Person auf der Welt, die sehr, sehr groß ist“ beschrieben wird und nicht gerade unauffällig ist. Tiny arbeitet außerdem an einem autobiografischen Musical, was weitere Aufmerksamkeit auf sich und seine Freunde lenkt. Tiny will, dass der erste Will ihm hilft, das Musical zu produzieren. Das fällt diesem schwer, da er sehr wütend auf Tiny ist.
Der andere Will Grayson bzw. will grayson sieht in seinem Leben nichts Gutes, außer seine Internetbeziehung mit jemandem, der sich Isaac nennt. Bei seinem Vorhaben, sich mit Isaac im realen Leben zu treffen, findet er heraus, dass Isaac von einem Mädchen namens Maura erfunden wurde. Maura war Wills Schulfreundin. Was dann folgt, führt die beiden Wills zueinander und ändert ihre Leben auf eine Weise, die sie sich nie hätten vorstellen können. Sie entdecken neue Seiten von sich selbst und lernen, wer sie sind.

## Figuren
- Will Grayson: Der erste Protagonist der Geschichte. Seine Sicht wird in den ungeraden Kapiteln gezeigt und sein Name ist immer großgeschrieben. Er ist besessen von der Band Neutral Milk Hotel. Er ist in Jane Turner verliebt.[7][8]
- Will Grayson: Der zweite Protagonist der Geschichte. Seine Sicht wird in den geraden Kapiteln gezeigt und sein Name ist immer kleingeschrieben. Er trifft auf Tiny Cooper durch den anderen Will Grayson.[9][10]
- Tiny Cooper: Ein Freund des ersten Will Grayson. Er wird als extravaganter homosexueller Footballspieler dargestellt, der ständig seinen Liebhaber wechselt. Er ist Vorstand der Schwulen-Hetero-Allianz in der Schule.[10][11]
- Jane Turner: Eine Freundin von Tiny und Will. Sie ist auch Mitglied der Schwulen-Hetero-Allianz und mag Neutral Milk Hotel.
- Maura: Ein Mädchen, die sich zum zweiten Will Grayson hingezogen fühlt. Sie ist eine der wenigen Personen, mit denen er in der Schule Umgang pflegt.[11][12]

## Fortsetzung
David Levithan hat einen Ableger mit dem Titel Hold Me Closer: The Tiny Cooper Story geschrieben (2015). Es handelt sich um einen Roman im Musical-Script-Format, der die Geschichte von Tiny Cooper von dessen Geburt bis zu seiner noch laufenden Suche nach der wahren Liebe erzählt.

## Rezeption
Der Roman stieg nach Veröffentlichung in die New-York-Times-Bestsellerliste für Kinderbücher ein und hielt sich dort drei Wochen.